# Pan-STARRS
     LINEAR
     NEAT
     Spacewatch
     LONEOS
     CSS
     Pan-STARRS
     NEOWISE
     inne

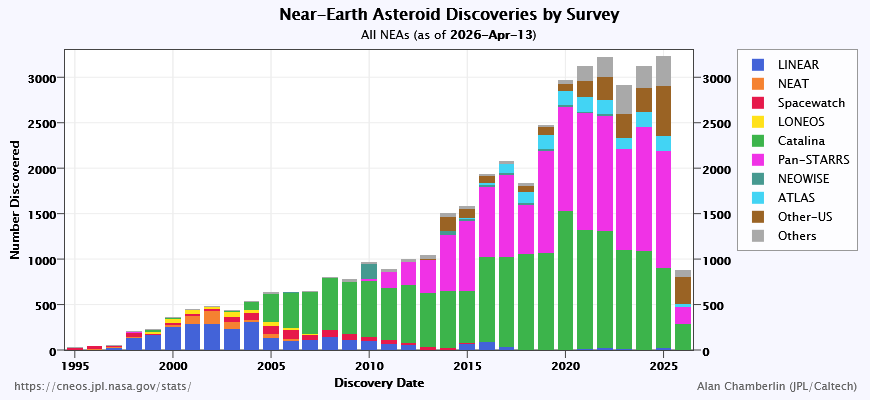
Liczba obiektów bliskich Ziemi (NEO) odkrytych za pomocą różnych programów:
LINEAR
NEAT
Spacewatch
LONEOS
CSS
Pan-STARRS
NEOWISE
inne

Pan-STARRS (Panoramic Survey Telescope And Rapid Response System) – program systematycznej i ciągłej obserwacji nieba. Za jego pomocą od roku 2010 naukowcy odkryli wiele nowych komet, planetoid (bliskich Ziemi, głównego pasa planetoid, pasa Kuipera oraz innych obiektów transneptunowych), gwiazd zmiennych oraz wielu innych obiektów (np. brązowych i czerwonych karłów).
System ma docelowo składać się z czterech teleskopów o średnicy 1,8 m, usytuowanych na Hawajach (na szczytach wulkanów Mauna Kea i Haleakalā), które będą obserwować w tym samym momencie ten sam obszar nieba, celem redukcji zakłóceń atmosferycznych. Do 2016 roku oddano do użytku dwa teleskopy na szczycie Haleakalā – PS1 i PS2.
W ramach programu Pan-STARRS, według danych z lipca 2022, do 2020 odkryto 64 163 planetoidy.
W grudniu 2016 udostępniono zdjęcia i dane z czteroletniego przeglądu nieba o nazwie Pan-STARRS1, wykonanego za pomocą teleskopu PS1. Obejmują one około 3 miliardów obiektów – gwiazd, galaktyk itp. Obserwacje prowadzono w latach 2010–2014. Niebo zostało przeskanowane 12 razy w każdym z 5 filtrów (w świetle widzialnym i bliskiej podczerwieni). Jest to największy do tej pory cyfrowy przegląd nieba.

## Komety odkryte przez Pan-STARRS
Wybrane komety okresowe i nieokresowe:
- 253P/PANSTARRS
- 258P/PANSTARRS
- 311P/PANSTARRS – kometa pasa głównego
- C/2011 L4 (PANSTARRS) – dość jasna kometa jednopojawieniowa
- 1I/ʻOumuamua [dawniej C/2017 U1 (PANSTARRS)] – pierwszy obiekt spoza Układu Słonecznego